# Administrateurs coloniaux en Guinée française

## Liste des chefs coloniaux de Guinée
Les dates en italique indiquent la continuation de facto du mandat. 
| Mandat                                       | Titulaire                                                 | Remarques                                    |
| -------------------------------------------- | --------------------------------------------------------- | -------------------------------------------- |
| Suzeraineté française                        |                                                           |                                              |
| Guinée française                             |                                                           |                                              |
| 22 décembre 1891 à 16 juin 1895              | Noël Ballay, Gouverneur                                   |                                              |
| Incorporée à l'Afrique occidentale française |                                                           |                                              |
| 16 juin 1895 à 2 novembre 1900               | Noël Ballay, Gouverneur                                   |                                              |
| 2 novembre 1900 à 28 septembre 1904          | Paul Cousturier, Gouverneur                               |                                              |
| 28 septembre 1904 à 15 octobre 1904          | Antoine Marie aoûte Frezouls (en), gouverneur par intérim |                                              |
| 28 septembre 1904 à 27 mars 1906             | Antoine Marie aoûte Frezouls (en), Gouverneur             |                                              |
| 27 mars 1906 à 16 mai 1907                   | Jules Louis Richard, gouverneur par intérim               |                                              |
| 16 mai 1907 à 25 juillet 1907                | Joost van Vollenhoven, gouverneur par intérim             |                                              |
| 26 juillet 1907 à 18 février 1908            | Georges Poulet, gouverneur par intérim                    | 1st Term                                     |
| 18 février 1908 à 4 juillet 1910             | Victor Liotard, Gouverneur                                |                                              |
| 4 juillet 1910 à novembre 1910               | Georges Poulet, gouverneur par intérim                    | 2nd Term                                     |
| novembre 1910 à 9 mai 1912                   | Camille Guy, Gouverneur                                   |                                              |
| 9 mai 1912 à 7 mars 1913                     | Jean Louis Georges Poiret (en), gouverneur par intérim    | 1st Term                                     |
| 7 mars 1913 à 23 octobre 1915                | Jean Jules Émile Peuvergne, Gouverneur                    |                                              |
| 23 octobre 1915 à 12 octobre 1916            | Jean Louis Georges Poiret (en), gouverneur par intérim    |                                              |
| 12 octobre 1916 à 21 juillet 1929            | Jean Louis Georges Poiret (en), Gouverneur                |                                              |
| 21 juillet 1929 à 1931                       | Louis François Antonin, gouverneur par intérim            |                                              |
| 1931 à 1 janvier 1932                        | Robert de Guise, Gouverneur                               |                                              |
| 1 janvier 1932 à 7 mars 1936                 | Joseph Zébédée Olivier Vadier, Gouverneur                 |                                              |
| 7 mars 1936 à 12 février 1940                | Louis-Placide Blacher (en), Gouverneur                    |                                              |
| 12 février 1940 à août 1942                  | Antoine Félix Giacobbi, Gouverneur                        |                                              |
| août 1942 à 25 mars 1944                     | Horace Valentin Crocicchia, Gouverneur                    |                                              |
| 25 mars 1944 à 30 avril 1946                 | Jacques Fourneau, gouverneur par intérim                  |                                              |
| 30 avril 1946 à janvier 1948                 | Édouard Louis Terrac, gouverneur par intérim              |                                              |
| janvier 1948 à 9 février 1951                | Roland Pré, Gouverneur                                    |                                              |
| 9 février 1951 à avril 1953                  | Paul Henri Siriex, Gouverneur                             |                                              |
| avril 1953 à 2 décembre 1953                 | Jean Paul Parisot, gouverneur par intérim                 |                                              |
| 2 décembre 1953 à 23 juin 1955               | Jean Paul Parisot, Gouverneur                             |                                              |
| 23 juin 1955 à 3 juin 1956                   | Charles-Henri Bonfils, Gouverneur                         |                                              |
| 3 juin 1956 à 29 janvier 1958                | Jean Ramadier, Gouverneur                                 |                                              |
| 29 janvier 1958 à 2 octobre 1958             | Jean Mauberna, gouverneur par intérim                     |                                              |
| 2 octobre 1958                               | Indépendant en tant que République de Guinée              | Indépendant en tant que République de Guinée |

Pour la suite après l'indépendance, voir : Présidents de Guinée

## Source
- (en) Njuafac Kenedy Fonju, « Triple Colonial and Neo-Colonial Challenges of Guinea - Conakry versus

International Capitalist-Communist Stances of Continuous Hegemonic
Manipulation 19th -20th Centuries », audi Journal of Humanities and Social Sciences,‎ 27 novembre 2021, p. 478 (lire en ligne)

## Voir également
- Guinée
  - Chefs d'État de Guinée
  - Chefs de gouvernement de Guinée
- Listes des titulaires